# 韦科·萨尔米宁
韦科·萨尔米宁（芬蘭語：Veikko Salminen，1945年8月12日—），芬兰男子击剑、现代五项运动员。他曾代表芬兰参加1972年和1976年夏季奥林匹克运动会，其中1972年奥运会获得一枚铜牌。